# Mistrzostwa Świata w Narciarstwie Alpejskim 1999
35. Mistrzostwa świata w narciarstwie alpejskim odbywały się od 2 do 14 lutego 1999 w Vail i Beaver Creek (USA). Były to piąte mistrzostwa świata odbywające się w Stanach Zjednoczonych (poprzednio kraj ten organizował MŚ w latach 1950, 1960, 1980 i 1989) i drugie w historii rozgrywane w Vail (poprzednio miejscowość ta organizowała MŚ w 1989). W klasyfikacji medalowej najlepsza okazała się reprezentacja Austrii, zdobywając łącznie trzynaście medali, w tym pięć złotych, trzy srebrne i pięć brązowych. 

## Wyniki

### Mężczyźni
| Konkurencja             | Data      | Złoto                    | Czas    | Srebro       | Czas    | Brąz                | Czas    |
| Supergigant szczegóły   | 2 lutego  | Hermann Maier Lasse Kjus | 1:14,53 |              |         | Hans Knauß          | 1:14,54 |
| Zjazd szczegóły         | 6 lutego  | Hermann Maier            | 1:40,60 | Lasse Kjus   | 1:40,91 | Kjetil André Aamodt | 1:41,17 |
| Kombinacja szczegóły    | 9 lutego  | Kjetil André Aamodt      | 2:43,09 | Lasse Kjus   | 2:43,25 | Paul Accola         | 2:43,62 |
| Slalom gigant szczegóły | 12 lutego | Lasse Kjus               | 2:19,31 | Marco Büchel | 2:19,36 | Steve Locher        | 2:20,79 |
| Slalom szczegóły        | 14 lutego | Kalle Palander           | 1:42,12 | Lasse Kjus   | 1:42,23 | Christian Mayer     | 1:42,25 |

### Kobiety
| Konkurencja             | Data      | Złoto                 | Czas    | Srebro               | Czas    | Brąz                 | Czas    |
| Supergigant szczegóły   | 3 lutego  | Alexandra Meissnitzer | 1:20,53 | Renate Götschl       | 1:20,56 | Michaela Dorfmeister | 1:20,74 |
| Kombinacja szczegóły    | 5 lutego  | Pernilla Wiberg       | 3:08,52 | Renate Götschl       | 3:08,67 | Florence Masnada     | 3:08,97 |
| Zjazd szczegóły         | 7 lutego  | Renate Götschl        | 1:48,20 | Michaela Dorfmeister | 1:48,35 | Stefanie Schuster    | 1:48,37 |
| Slalom gigant szczegóły | 11 lutego | Alexandra Meissnitzer | 2:08,54 | Andrine Flemmen      | 2:08,84 | Anita Wachter        | 2:09,13 |
| Slalom szczegóły        | 13 lutego | Zali Steggall         | 1:33,97 | Pernilla Wiberg      | 1:34,77 | Trine Bakke          | 1:35,00 |

## Tabela medalowa
| Lp. | Państwo       | złoto | srebro | brąz | razem |
| --- | ------------- | ----- | ------ | ---- | ----- |
| 1   | Austria       | 5     | 3      | 5    | 13    |
| 2   | Norwegia      | 3     | 4      | 2    | 9     |
| 3   | Szwecja       | 1     | 1      | -    | 2     |
| 4   | Australia     | 1     | -      | -    | 1     |
| 4   | Finlandia     | 1     | -      | -    | 1     |
| 6   | Liechtenstein | -     | 1      | -    | 1     |
| 7   | Szwajcaria    | -     | -      | 2    | 2     |
| 8   | Francja       | -     | -      | 1    | 1     |